# Holmestrand (Kap)
Holmestrand ist eine Landspitze an der Südküste Südgeorgiens. Sie liegt am Westufer der Jossac Bight.
Der Name taucht auf Kartenmaterial der britischen Discovery Investigations von 1925 bis 1930 auf, wurde aber vermutlich bereits früher von norwegischen Walfängern verwendet, die auf Südgeorgien stationiert waren.